# Tipula (Lunatipula) subtrunca
Tipula (Lunatipula) subtrunca is een tweevleugelige uit de familie langpootmuggen (Tipulidae). De soort komt voor in het Palearctisch gebied.